# タコノキ目
|  | アムボレラ目 スイレン目 アウストロバイレヤ目 センリョウ目 カネラ目 コショウ目 クスノキ目 モクレン目 ショウブ目 オモダカ目 ヤマノイモ目 タコノキ目 ユリ目 キジカクシ目 ダシポゴン科 ヤシ目 イネ目 ツユクサ目 ショウガ目 マツモ目 キンポウゲ目 アワブキ科 ヤマモガシ目 ツゲ目 ヤマグルマ目 グンネラ目 ハマビシ目 ニシキギ目 キントラノオ目 カタバミ目 マメ目 バラ目 ウリ目 ブナ目 フウロソウ目 フトモモ目 クロッソソマ目 ムクロジ目 フエルテア目 アブラナ目 アオイ目 ブドウ目 ユキノシタ目 ビワモドキ科 ベルベリドプシス目 ビャクダン目 ナデシコ目 ミズキ目 ツツジ目 ガリア目 リンドウ目 シソ目 ナス目 モチノキ目 セリ目 キク目 マツムシソウ目 |

タコノキ目（タコノキもく）は、単子葉植物の目の1つである。クロンキスト体系ではタコノキ科のみの単型目であるが、APG植物分類体系では5科を含める。学名のPandan-は、マレー語の本目植物から。和名は、本目の植物全般に、幹を中心にした気根を支柱のように生やし、その姿がタコのようであるため。